# 多摩消防署 (東京都)

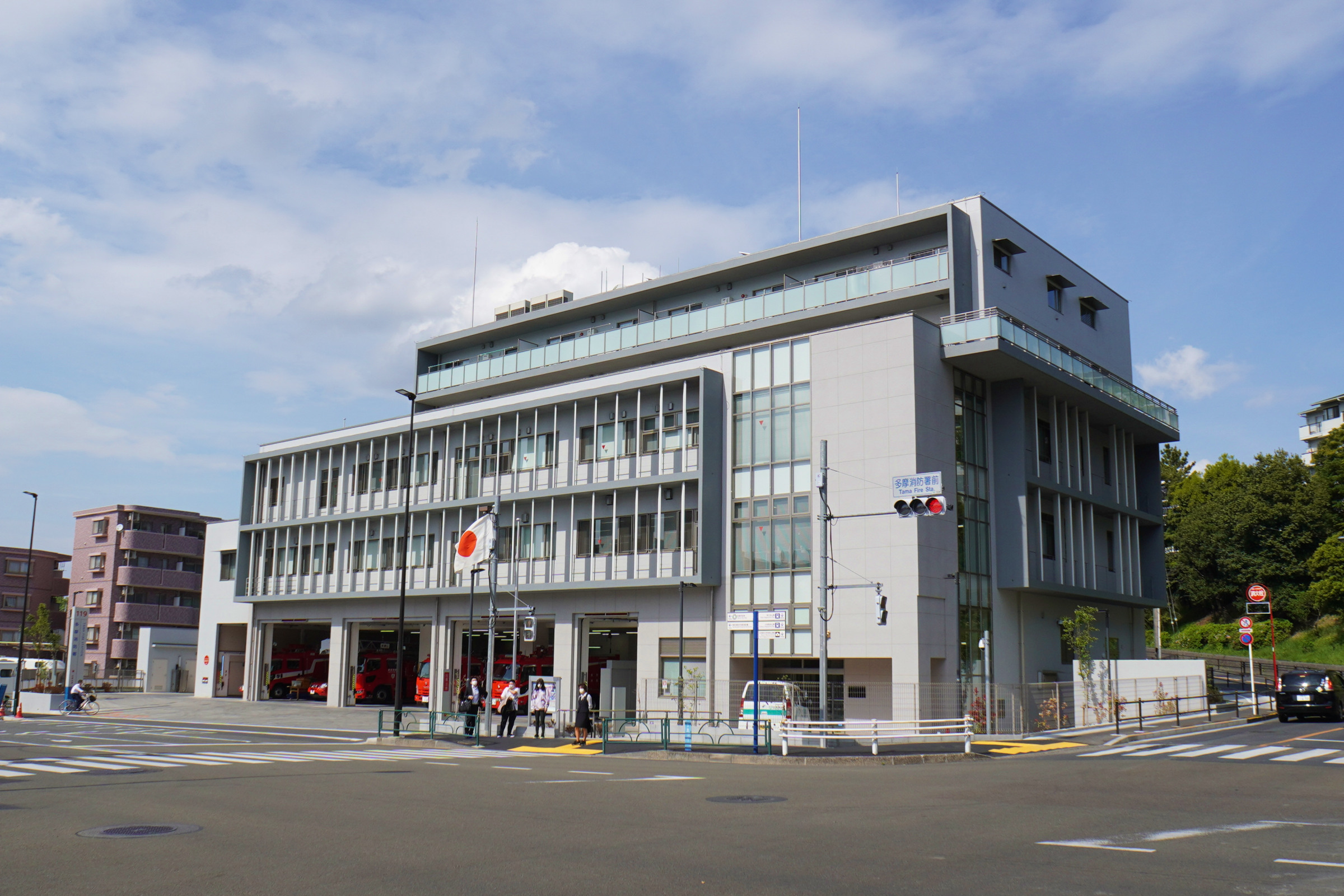
多摩消防署本署

多摩消防署（たましょうぼうしょ）は、東京都多摩市にある東京消防庁第九消防方面本部に所属する消防署。

## 概要
多摩市全域を管轄とする。本署および1出張所があり、計3隊（うち出張所に2隊）の救急隊を配置している。本署には特別救助隊（多摩救助）、多摩センター出張所には特別消火中隊が設置されている。2020年には施設老朽化に伴って、本署の建て替えが行われた。

## 沿革

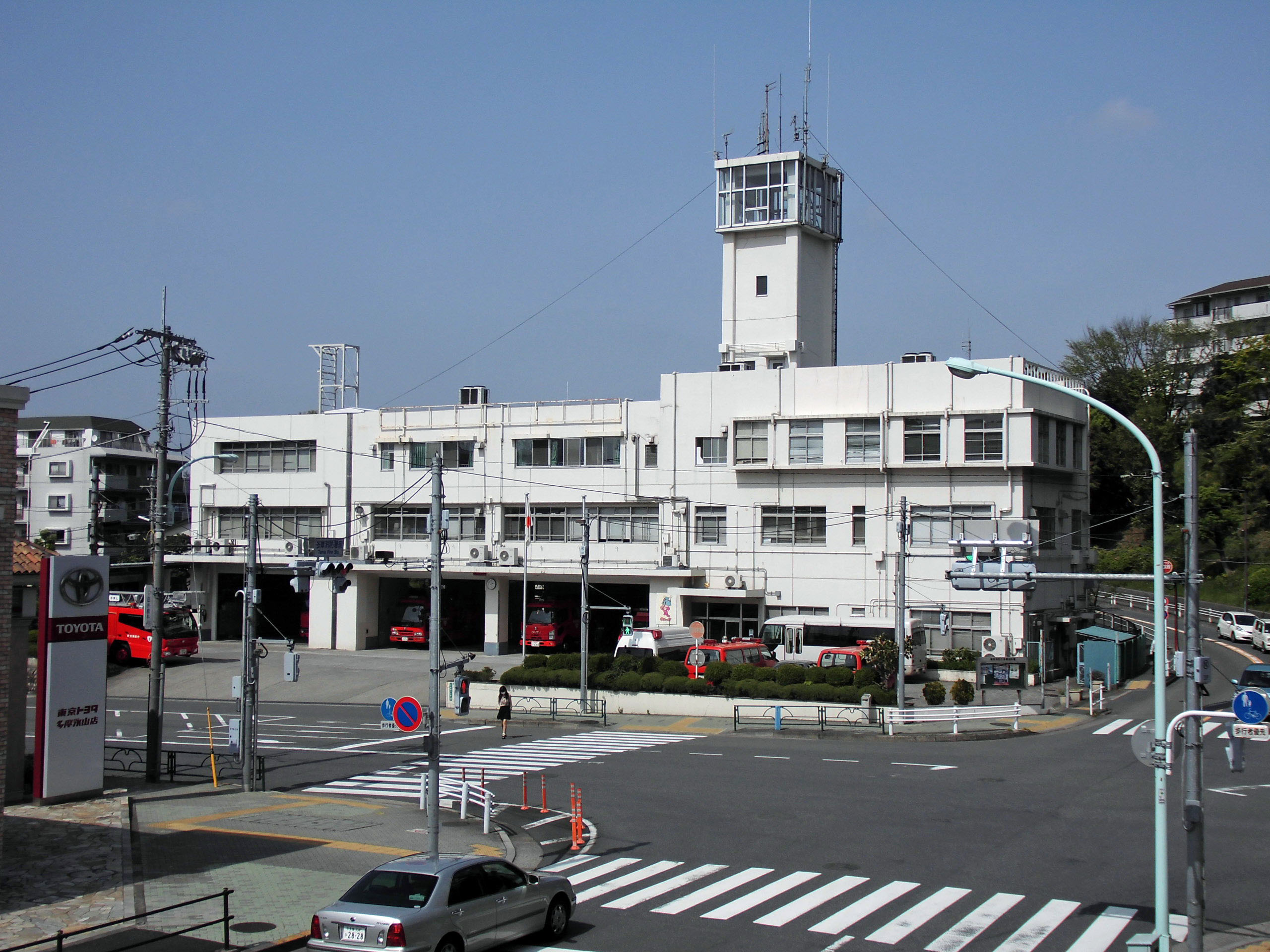
多摩消防署旧本署

- 1968年（昭和43年）4月1日 - 多摩町消防本部・多摩町消防署を設置[2]。
- 1971年（昭和46年）11月1日 - 多摩市消防本部 多摩消防署に改称。
- 1972年（昭和47年）3月21日 - 本署を貝取1724番地から諏訪一丁目69番地に移転。
- 1975年（昭和50年）
  - 7月31日 - 翌日の消防事務委託に伴い多摩市消防本部が廃止される。
  - 8月1日 - 東京消防庁に消防事務が委託され、東京消防庁多摩消防署に改称。
- 1991年（平成3年）4月9日 - 多摩センター出張所を開設。
- 1997年（平成9年）4月1日 - 特別救助隊を発足。
- 2005年（平成17年）8月23日 - 特別消火中隊を発足。
- 2018年（平成30年）2月13日 - 本署建て替えに伴い、旧南永山小学校跡地（現・南永山社会教育施設隣接地、永山四丁目9番地）の仮庁舎に一時移転[3]。
- 2019年（令和元年）10月 - 多摩センター第二救急隊を発足。
- 2020年（令和2年）7月7日 - 本署建て替えが完了し、新本署を運用開始[1]。

## 所在地
- 東京都多摩市諏訪一丁目69
- アクセス：京王相模原線・小田急多摩線永山駅より徒歩3分。

## 出張所
- 多摩センター出張所
- 住所：多摩市鶴牧一丁目27-1
- アクセス：京王相模原線・小田急多摩線・多摩都市モノレール線多摩センター駅より徒歩10分。

## 配備車両
多摩消防署の配置車両は、合計17台である。ポンプ車と救急車以外はすべて本署に配備。
- ポンプ車：5台（本署：2、多摩センター：1／非常用含む）
- はしご車：1台
- 救急車：3台（本署：1、多摩センター：2／非常用含む）
- 化学車：1台
- 救助車：1台
- 指揮隊車：1台
- 広報車：3台
- 10トン水槽車：1台
- 人員輸送車：1台

## 参考
1. 1 2 3  多摩消防署多摩消防署
2. ↑  沿革多摩消防署
3. ↑  多摩消防署 仮庁舎へ移転タウンニュース多摩版
4. ↑  概要多摩消防署